# Springfield Retirement Castle
Het Springfield Retirement Castle is een fictief bejaardentehuis uit de animatieserie The Simpsons.

## Profiel
Het Retirement Castle staat in het plaatsje Springfield, en speelt vooral een rol in de serie omdat Abraham Simpson er verblijft.
Als een stereotiep bejaardentehuis laat de verzorging van de inwoners veel te wensen over. In een aflevering werd zelfs de medicatie van de inwoners stopgezet door Mr. Burns, en moesten Homer en Abraham naar Canada gaan om zelf nieuwe medicijnen te halen.
Voor Abraham is het tehuis een saaie uitzichtloze plek. Hij wordt dan ook gefrustreerd als zijn familie hem niet komt opzoeken. Bij de deur staat een bord met de tekst 'Thank you for not discussing the outside world' (gelieve niet over de buitenwereld te praten). De voornaamste manier van vermaak in het tehuis is proberen de beste plek bij een raam te bemachtigen.
De strenge structuur van het tehuis werd vooral duidelijk tijdens een rondleiding die Abraham door het tehuis gaf. Daaruit kwam naar voren dat de bewoners niet in de activiteitenruimte en de bibliotheek mogen komen, en al helemaal niet in de speelruimte.
Het personeel van het tehuis heeft weinig tot geen respect voor de bewoners. Zo worden de bewoners met een stofzuiger schoongemaakt terwijl ze liggen te slapen.
In de aflevering Old Money erfde Abraham $100,000, waarmee hij het tehuis liet opknappen.

## Bekende inwoners

### Crazy Old Man
De Crazy Old Man, soms ook wel Crazy Guy of Old Jewish Man genoemd, wordt vaak samengezien met Abraham en Jasper. Hij schreeuwt vaak tegen mensen en spreekt met een stereotiep joods accent. Hij vloekte in een aflevering een keer in het Jiddisch. Hij is blijkbaar bevriend met Krusty en diens vader.
In de aflevering Natural Born Kissers bleek hij bij een filmstudio te werken gedurende de productie van Casablanca.

### Abraham Simpson
Homer Simpson's vader.

### Jasper Beardley
Jasper Beardley is de beste vriend van Abraham, en een wat seniele oude man. Zijn naam dankt hij aan zijn baard.

### Montgomery Burns
Burns werd een keer in het tehuis gestopt toen een paar supermarktmedewerkers dachten dat hij dement aan het worden was. Hij vroeg hun of hij Ketchup of "Catsup" (een minder gebruikte naam voor Ketchup) moest kopen.

### Homer Simpson
Homer verbleef een tijdje in het Retirement Castle toen Marge in de aflevering Regarding Margie haar geheugen verloor en hem niet meer herkende.
Homer Simpson · Marge Simpson · Bart Simpson · Lisa Simpson · Maggie Simpson · Abraham Simpson · Patty en Selma Bouvier · Jacqueline Bouvier · Mona Simpson · Santa's Little Helper · Snowball II · Familie Bouvier
Jasper Beardley · Comic Book Guy · Eddie en Lou · Maude Flanders · Ned Flanders · Professor Frink · Barney Gumble · Julius Hibbert · Lionel Hutz · Eerwaarde Lovejoy · Kapitein Horatio McCallister · Hans Moleman · Bleeding Gums Murphy · Apu Nahasapeemapetilon · Mayor Joe Quimby · Dr. Nick Riviera · Agnes Skinner · Cletus Spuckler · Squeaky Voiced Teen · Disco Stu · Moe Szyslak · Kirk Van Houten · Luann Van Houten · Chief Clancy Wiggum
Gary Chalmers · Rod en Todd Flanders · Jimbo Jones · Kearney · Edna Krabappel · Otto Mann · Nelson Muntz · Martin Prince · Seymour Skinner · Milhouse Van Houten · Ralph Wiggum · Groundskeeper Willie · andere studenten
Montgomery Burns · Carl Carlson · Lenny Leonard · Waylon Smithers
Itchy en Scratchy · Kent Brockman · Krusty de Clown · Troy McClure · Rainier Wolfcastle · Radioactive Man
Snake · Kang & Kodos · Sideshow Bob · Fat Tony
Treehouse of Horror
Bart vs. the World · Bart Simpson's Escape from Camp Deadly · The Simpsons Arcadespel · Bart vs. the Space Mutants · Bart's House of Weirdness ·Bart vs. The Juggernauts · Krusty's Fun House · Bartman Meets Radioactive Man · Bart's Nightmare · The Itchy and Scratchy Game · Virtual Bart · Bart and the Beanstalk · Itchy & Scratchy in Miniature Golf Madness · Cartoon Studio · Virtual Springfield · Night of the Living Treehouse of Horror · Bowling · Wrestling · Road Rage · Skateboarding · Hit & Run · The Simpsons Game · The Simpsons: Tapped Out
The Simpsons · The Simpsons Pinball Party
Strips: Simpsons Comics · Bart Simpson serie · Itchy & Scratchy Comics · Bart Simpson's Treehouse of Horror · Futurama/Simpsons Infinitely Secret Crossover Crisis
Tijdschrift: Simpsons Illustrated
Boeken: Bart Simpson's Guide to Life · Family Album · Library of Wisdom · Complete Guides · Planet Simpson · The Simpsons and Philosophy
Actiefiguurtjes: World of Springfield
The Simpsons Movie
Bankgrap ·
Canyonero · 
D'oh! · 
Duff Beer · 
Schoolbordgrap · 